# 布拉日
布拉日（羅馬尼亞語：Blaj，羅馬尼亞語發音：[blaʒ]，鲍拉日村，布拉森多夫）是罗马尼亚中部阿尔巴县辖市。总人口20,758。

## 辖区
布拉日市辖有8个村，分别为：Deleni-Obârşie (Obursatanya), Fliteşti, Izvoarele (Csufud), Mănărade (Monora), Petrisat (Magyarpéterfalva), Spătac (Szászpatak), Tiur (Tűr) ，Veza (Véza).

## 人口
该市人口中罗马尼亚人17,091 (82.30 %)，马札尔人1,697 (8.17%)，罗姆人1,900 (9.15%)，德裔人口有63 (0.30%)。罗马尼亚东正教人口14,784 (71.19%)，希腊天主教人口3,397 (3.58%)，罗马天主教人口744 (3.58%)。